# 加拉瓦利亚
加拉瓦利亚，是西班牙卡斯蒂利亚-拉曼恰昆卡省的一个市镇。总面积72平方公里，总人口151人（2001年），人口密度2人/平方公里。